# Социология рекреационного использования MDMA и экстази
Рекреационное использование MDMA и экстази широко распространено в мире. MDMA — полусинтетическое психоактивное соединение амфетаминового ряда, относящееся к группе фенилэтиламинов, широко известное под сленговым названием таблетированной формы э́кстази (англ. ecstasy, другие названия — Адам, XTC, E, X, Молли, Манди). Состав препаратов, продающихся под названием экстази, однако, может варьироваться в широких пределах, иногда не включая MDMA.
MDMA и экстази входят в число наиболее популярных наркотиков, особенно в молодёжной среде, и получили заметное отражение в западной массовой культуре. C 1980-х годов MDMA распространён в среде рейв-культуры и завсегдатаев ночных клубов. Производство, хранение, транспортировка и распространение MDMA запрещено конвенцией ООН и является уголовным преступлением в большинстве стран мира.
MDMA относят к клубным наркотикам и инструментальным психоактивным веществам, используемым с целью улучшения социального взаимодействия, сексуального поведения, преодоления скуки и рутины с помощью новых ощущений, и для гедонистического наслаждения, в частности, получения эйфории. MDMA как просоциальный эмпатоген практически исключительно употребляется не в одиночестве, а с партнёрами или в группах друзей, особенно на танцевальных вечеринках электронной музыки, где сенсорные эффекты от музыки, освещения и танцев часто дают синергетическое сочетание с психоактивными эффектами вещества, равно как и массовая социальная коммуникация и стимулирующие эффекты препарата, всё вместе предоставляющее множество причин для его привлекательности.
Типичная разовая доза для перорального употребления составляет 120 мг MDMA (1,2—1,4 мг/кг массы тела), хотя диапазон принимаемой дозы может сильно варьироваться из-за развивающейся толерантности. Частота приёма обычно — 3—4 эпизода в месяц, что типично для рекреационных наркотиков, употребляемых только по уик-эндам. Часто такая структура потребления сохраняется годами без изменения частоты и дозировки, хотя примерно 3/4 пользователей отмечают постепенное падение желательных эффектов потребления и нарастание отрицательных, кратко- и среднесрочных. Интенсивное употребление MDMA типично является временным явлением и заканчивается прекращением или крайним ограничением приёма MDMA (до 1—2 раз в год, только по особым случаям).
Согласно оценкам медиков, MDMA как таковой относится к группе низкоопасных рекреационных психоактивных веществ, безопаснее алкоголя и табака. Основным поводом для беспокойства является потенциальная нейротоксичность MDMA, продемонстрированная на животных. Нейротоксичность рекреационного использования экстази, однако, до сих пор является предметом дебатов. Наибольшую опасность представляет то, что экстази могут принимать в сочетании с другими, более вредными наркотиками. Традиционно считается, что длительное использование MDMA из-за предполагаемой нейротоксичности может приводить к понижению когнитивных способностей, проблемам с памятью, бессоннице, вспыльчивому и агрессивному поведению и расстройствам настроения и внимания, но эти вопросы не выяснены до конца. Вопросы вреда и пользы MDMA и его легализации, полной или частичной, стали предметом длительной борьбы в «войне с наркотиками» и сопровождались моральной паникой, публичными и научными скандалами.

## История

### Синтез и открытие психоактивных свойств MDMA
MDMA был впервые синтезирован в Германии в 1912 году в лабораториях Merck. Психоактивные свойства у вещества не предполагались и были открыты намного позже, в конце 1950-х годов, исследователями, обратившими внимание на сходство строения MDMA с мескалином. Засекреченные испытания по заказу армии США, искавшей новые методы манипулирования сознанием, не были особенно успешными и были свёрнуты после смерти одного из волонтёров от передозировки MDMA:20—21.
Впервые в конфискованных образцах наркотиков в США MDMA встречается в 1970 году, и до середины 1970-х он изредка встречается почти исключительно на Среднем Западе США, вероятно, как легальная замена запрещённого в 1970 году MDA. Известность к MDMA пришла в конце 1970-х годов благодаря работам американского химика и исследователя психоактивных веществ Александра Шульгина. В 1976 году по совету одной из своих студенток, Мари Клейнман, Шульгин синтезировал и испытал MDMA на себе, используя метод постепенного увеличения дозы:21. Выдержка из записей лабораторного журнала Шульгина, описывающая эффект от приёма 120 мг препарата:

Я чувствую себя абсолютно ясно, и нет ничего, кроме чистой эйфории. Никогда ещё я не чувствовал себя настолько прекрасно и даже не верил в то, что это возможно.
Ясность, чистота и волшебное ощущение внутренней силы сохранялись в течение всего дня.
Я поражен глубиной ощущений…
Оригинальный текст (англ.)
I feel absolutely clean inside, and there is nothing but pure euphoria. I have never felt so great or believed this to be possible.
The cleanliness, clarity, and marvelous feeling of solid inner strength continued throughout the rest of the day and evening.

I am overcome by the profundity of the experience

Шульгин познакомил с действием препарата круг учёных, занимавшихся психоделической психотерапией, и он получил там заметную, но тайную известность — чтобы избежать судьбы ЛСД, запрещённого после распространения за пределы терапевтической практики:214—215.

### Распространение рекреационного использования MDMA
Вскоре информация об MDMA получила более широкое распространение и его употребление распространилось за пределы клинической практики, в особенности среди поклонников Нью Эйдж:203. Начиная с середины 1970-х MDMA начинает всё чаще встречаться в конфискованных образцах наркотиков, и к 1980 году начинает преобладать над MDA, при этом локализация его появлений сменяется на Западный берег США.
С 1980-х начинается распространение MDMA в клубной субкультуре (в особенности в гомосексуальных танцевальных клубах) и в среде молодых специалистов-яппи с контркультурными корнями 1960—1970-х годов под широким спектром наименований:404. Особенно популярным и широко используемым он стал в Калифорнии, а также в Техасе, где MDMA распространялся в барах и ночных клубах Далласа и Форт-Уэрта. Любой желающий мог также купить MDMA с помощью кредитной карты по каталогу, позвонив на бесплатный 800-номер. MDMA продавался в виде таблеток в маленьких коричневых бутылочках под названием «Sassyfras» — с намёком на сассафрас (англ. sassafras — из масла этого кустарника добывается сафрол — прекурсор MDMA) и наглость (англ. sassy — наглый).
Название «Экстази» (англ. Ecstasy, экстаз) придумал в 1981 году Майкл Клегг (англ. Michael Clegg) из Далласа, входивший в состав так называемой «техасской группы», включавшей помимо него ещё группу бывших кокаиновых дилеров и начавшей в 1983 году легальное широкомасштабное производство MDMA для использования в рекреационных целях — эта группа откололась от более старой «бостонской группы», существовавшей с 1976 года, которая пыталась ограничивать использование производимого ей вещества терапевтическими и спиритуальными целями. Познакомившись с действием MDMA в начале своей карьеры католического пастора, Клегг сделал своей жизненной миссией распространение экстази в массы. К моменту запрета MDMA в 1985 году Клегг являлся крупнейшим производителем и дистрибьютером его в США и, максимально ускорив производство в последние месяцы, сумел произвести суммарно около 2 миллионов таблеток. Он так комментировал выбор названия: «»Экстаз" был выбран по очевидной причине: потому что так это будет лучше продаваться, чем если назвать его «Эмпатия». Эмпатия было бы более подходяще, но как много людей знают, что это такое?" (англ. Ecstasy was chosen for obvious reasons, because it would sell better than calling it Empathy. Empathy would be more appropriate, but how many people know what it means?).

### Запрет MDMA
Реакция американского Управления по борьбе с наркотиками (DEA) на вышедшее из-под контроля использование MDMA привела к решению о запрете вещества и помещении его в Список I в 1984 году, однако это вызвало протест группы психотерапевтов во главе с Риком Доблином и Джорджем Гриром и инициировало поэтому процедуру публичных слушаний. В 1985 году, не дожидаясь окончания слушаний, DEA использовало данное ему законом право временного запрета в исключительных обстоятельствах — таким образом, MDMA стал первым веществом, внесённым в Список I этим путём:185, и стал нелегальным в США с 1 июля 1985 года. Параллельно в профильной комиссии ООН MDMA был внесён в Список I 11 февраля 1986 года, хотя заключение комиссии рекомендовало также продолжить изучение этого вещества. После ряда слушаний в США 23 марта 1988 года MDMA был оставлен и окончательно закреплён в Списке I.
Вскоре за запретом MDMA в США последовали запреты и в других странах (некоторые запретили MDMA ещё до того — например, Великобритания в 1977 году запретила оборот этого вещества как потенциального галлюциногена). К началу 1990-х годов производство MDMA целиком переместилось в нелегальную, преступную сферу.

### Наркотик вечеринок
Запрет не остановил распространения MDMA, как и в случае с другими психоделиками. Ещё большей популяризации наркотика способствовало развитие электронной музыки, которая традиционно ассоциировалась с психоделическими наркотиками. MDMA стал главным «наркотиком вечеринок» (англ. party drug) и прочно влился в субкультуру танцевальных клубов и рейвов:202.
По слухам, мировой популярности MDMA обязан активному распространению и пропаганде его сторонниками Ошо, которые завезли вещество в Нидерланды, где оно оставалось легальным до 1988. В Европе широкое клубное распространение экстази в рейвовом движении берёт начало с Балеарских островов в 1986 году, и быстро охватывает весь мир:291.
Расцвет рейверского движения — Второе лето любви — произошёл в Англии в 1988—1989 годах вместе с музыкой эйсид-хаус, а его символом стал Смайли (англ. Smily) — жёлтый улыбающийся смайл:204. Тогда на полулегальных рейверских вечеринках вдоль шоссе M25, собиравших десятки тысяч человек и сопровождавшихся столкновениями с полицией, таблетки экстази буквально развозили тачками с грузовиков. Затем движение перешло на более легальное положение в клубах и выплеснулось за пределы Англии, в 1989 году в США, а затем и по всему миру.
В этот ранний период распространения экстази — примерно до середины 1990-х годов — пользователи экстази предпочитали принимать его в чистом виде, воздерживаясь от любых других наркотиков, включая табак и алкогольные напитки (что серьёзно отразилось на статистике потребления алкоголя в Англии). Источниками вещества в это время выступали подпольные лаборатории, занимавшие иногда даже заброшенные фармацевтические предприятия Восточной Европы, но в большинстве своём располагавшиеся в Нидерландах. Именно европейцы в конце 1980-х годов придумали классическую форму распространения MDMA — яркие цветные таблетки экстази диаметром около 8 мм, украшенные клеймом производителя:21.
Пик распространения экстази в США и Европе пришёлся на начало 2000-х годов, затем его потребление несколько упало и более-менее стабилизировалось:16. К этому времени — началу 2000-х — в США относят слияние вытесненной правоохранительными органами из дикого состояния субкультуры рейвов с субкультурой коммерческих баров в единую легальную клубную субкультуру, что вызвало быстрое распространение клубных наркотиков, включая экстази, в более широкие слои населения, и, парадоксально, рост преступности:4, до того в рейверской субкультуре чрезвычайно низкой:Ev 93. Принятие RAVE-акта в 2003 году принесло некоторое падение распространения клубных наркотиков, так как этот жёсткий закон запрещает любое содействие использованию наркотиков — в том числе даже создание специальных медицинских служб и просто бесплатную раздачу воды на танцевальных вечеринках:4, что и привело, по мнению социолога Тамми Андерсон (англ. Tammy L. Anderson), к парадоксальному соотношению: при падении распространённости экстази и молли количество связанных с ними медицинских осложнений в США более чем удвоилось с 2005 по 2011 год. В результате на многих организованных вечеринках в США приём клубных наркотиков тихо терпят, но на него не закрывают глаза открыто, а связанной с этим эволюцией стала выросшая терпимость к неумеренному потреблению алкоголя как разрешённого наркотика:4.

## MDMA и экстази
|                                                                                     |
|                                                                                     |
|                                                                                     |
|                                                                                     |
| Учитываемые аналоги MDMA: MDA, MDEA, MBDB, ПАВ — психоактивные вещества. Источники: |

В начале распространения экстази отличалось от других нелегальных веществ высоким качеством: в Калифорнии анализ 1986 года показал, что основной примесью в уличных таблетках являлся MDA — также психоактивное вещество с близким действием, однако более токсичное:291. В первой половине 1990-х годов качество уличного экстази, измеряемое средним количеством MDMA в таблетке и наличием/отсутствием вредных для здоровья примесей, последовательно снижалось. К середине десятилетия многие таблетки экстази вообще не содержали MDMA:291. Затем в конце 90-х — начале 2000-х годов качество снова поднялось до уровня 1980-х, после чего несколько деградировало к концу 2000-х, что связывают с ограничением доступности прекурсора MDMA пиперонилметилкетона (MDP2P) (см.):291:115. В дальнейшем появилась тенденция к новому повышению содержания MDMA в таблетках экстази в связи с переходом на новые прекурсоры:115, продолжающаяся по 2015 год. С 2010-х годов получил распространение также порошок MDMA — молли или манди, пользующийся славой более чистого варианта препарата, чем таблетки экстази.
Вообще под названием экстази иногда объединяют всю группу близкородственных MDMA эмпатогенов:vi и даже более широкий круг соединений и смесей — стимуляторов нервной системы, так как некоторые таблетки, продаваемые как «экстази», вообще не содержат MDMA, и достаточно часто встречаются таблетки, содержащие другие эмпатогены-энтактогены (MDA, MDEA и прочие), а также, вдобавок или вместо них, пара-метоксиамфетамин (PMA), метамфетамин, кофеин, эфедрин, декстрометорфан, кетамин или, с начала 21 века, пиперазины (BZP, TFMPP и другие):21:115 (иногда «жидким экстази» (англ. liquid ecstasy) называют также GHB). Так, в во время существенного падения частоты встречаемости MDMA в таблетках экстази в Нидерландах в 2008—2010 годах (с 90 % до 40 %), действующими веществами таблеток экстази выступали 2C-B, амфетамин, метамфетамин, 4-фторамфетамин, кетамин, форметорекс, пара-фторфенилпиперазин и чаще всего mCPP (более 30 % таблеток) и мефедрон (примерно 10 %).
Тем не менее исследования образцов волос людей, принимающих экстази, практически всегда показывают присутствие MDMA (2008 и 2011):291, равно как и анализы продающихся в Европе и США таблеток:46—47: в таблетках экстази, продаваемых во второй половине 2000-х годов в Нидерландах, уровень содержания MDMA колебался от 70,5 до 84,7 %, а в Великобритании — от 33,1 до 51,8 %:79, в США с конца 1990-х по середину 2010-х год 80—90 % таблеток экстази содержат MDMA в количестве типично 73—89 мг, хотя встречаются величины и в 20, и в 150 мг на таблетку:246. Временами проходят партии «суперсильного» экстази, содержащие более 150—200 мг MDMA на таблетку и опасные из-за возможностей передозировки, причём после восстановления рынка в начале 2010-х существует тренд на повышение частоты их встречаемости: в 2015 году уже 53 % проанализированных в Нидерландах таблеток содержали больше 140 мг MDMA:7—8. Динамика и современное состояние состава таблеток экстази и порошков молли в некоторой степени прослеживается благодаря анализам образцов, анонимно присылаемых на сайт http://www.ecstasydata.org для тестирования:84, а также государственным программам тестирования таблеток и порошков, например, нидерландской Drug Information and Monitoring System — DIMS, ежегодно тестирующей более 10 000 образцов:7—8.
Существует также соответствие между силой и проявлениями желательных и побочных эффектов приёма экстази по субъективным отчётам пользователей и содержанием таблеток, которое рисует «идеальные ожидаемые эффекты» экстази совпадающими именно с эффектами приёма MDMA:1. Поэтому типично в медицинской литературе экстази и MDMA считают практически совпадающими понятиями, хотя методологическая проблема сопоставления их эффектов признаётся:46—47:3, и в самих работах и обзорах типично проводится чёткое различение между этими факторами:84:1:4.

## Современное распространение
Экстази является одним из самых распространённых нелегальных веществ — третьим по распространённости после каннабиоидов и кокаина в мире, а в некоторых странах — даже вторым после препаратов конопли:290. В мировом обзоре употребления наркотиков GDS2017 MDMA занимает по проникновению второе место из запрещённых препаратов после каннабиоиодов, незначительно опережая кокаин. Эксперты ООН отмечают, что употребление экстази связано в основном с богатыми странами и является одной из составных частей клубной и рейвовой субкультуры:8, обычно приходясь на выходные и сочетаясь с жаркой атмосферой заполненных людьми помещений и клубными танцами:290:245. По различным исследованиям, десятки процентов любителей клубов на Западе когда-либо употребляли экстази, а около 4 % опрашиваемых в клубах заявляют, что использовали его сегодня:10—11. С 2010-х годов отмечается также выход употребления MDMA за пределы сообщества любителей электронной танцевальной музыки в мейнстрим молодёжной культуры:11:8.
По данным Управления ООН по наркотикам и преступности уровень потребления экстази в мире к концу первого десятилетия XXI века оставался стабильным в сравнении с предыдущим периодом и сравнимым с уровнем потребления кокаина. Количество лиц, которые хоть раз в течение года (данные за 2010 год) пробовали экстази в возрастной группе от 15 до 64 лет, оценивается на уровне 0,2—0,6 % населения, что в абсолютных цифрах даёт от 10,5 млн до 28 млн человек. В Европе, Северной Америке и Океании эти показатели выше — 0,8, 0,9 и 2,9 %, соответственно. Особенно велики показатели потребления экстази среди молодёжи:15 из всех слоёв общества:89. Глобальное потребление экстази, по оценке Управления, за 2008—2013 годы снизилось на 15 %, достигнув уровня в 18,8 миллионов пользователей:67, а затем начало расти, дойдя до 21 миллиона человек:11 или 0,42 % населения Земли за год в возрастной группе от 15 до 64 лет (диапазон оценок 0,18—0,66 %), особенно быстро распространяясь в Восточной и Центральной Европе, а также Южной Америке:13, 40. За 2016 год в мире было конфисковано 14 тонн экстази:30, это количество испытывает устойчивый рост с 2012 года:31.
По данным исследования 2009 года в Европе 3,3 % всех взрослых (11 миллионов человек) хоть раз пробовали в жизни экстази, а 2,5 миллиона — принимали его хотя бы раз в течение последнего года, похожие числа показало исследование 2012 года в США: 16,2 миллиона пробовавших хотя бы раз в жизни, и 2,6 миллиона принимавших его хотя бы раз за последний год:245—246. Более высокие числа показало исследование European Monitoring Centre for Drugs and Drug Addiction (EMCDDA), опубликованное в 2010 году — 8,6 % взрослых европейцев (16—65 лет) хотя бы раз пробовали в жизни экстази:290. Данные EMCDDA к 2016 году позволяют предполагать, что 1,8 миллиона европейцев из возрастной когорты 15—34 лет (1,4 %) принимали MDMA/экстази за последний год:9.
В Европе в незаконном производстве экстази традиционно высокой остаётся роль Нидерландов и Бельгии:6, в меньшей степени Польши, однако к 2012 году усилилась роль Германии, Болгарии, западнобалканских стран и стран Балтии:114. Согласно отчётам EMCDDA, в большинстве стран Европы, по которым есть данные, с 2007 по 2012 год наблюдалось либо стабильное, либо падающее употребление экстази, сменившееся новым ростом в 2013—2015 на фоне расширяющегося предложения таблеток и порошков MDMA:10—11. Анализы сточных вод, проведённые в девятнадцати европейских городах в 2012 году, показали употребление MDMA в диапазоне 32—615 мг (около 1/4—5 типичных доз) на 1000 человек в день.
Опрос молодёжи 15—24 лет в ЕС в 2011 году относительно простоты покупки экстази в течение 24 часов дал 8 % ответов «легко», 14 % «довольно легко», 25 % «довольно сложно», 28 % «очень сложно» и 20 % «невозможно»:9. Аналогичные данные по старшеклассникам США в 2010-х годах дают цифры в 35—40 % уверенных в простоте покупки экстази. Аналогичное исследование 2009 года по Новой Зеландии дало 46 % ответов «легко» и 32 % «очень легко»:36.
Европа же и удерживает пальму первенства в объёмах производства MDMA, постепенно сдавая позиции: в 2008 году 73 % всех конфискованных таблеток экстази имели европейское происхождение, а в 2002 — 82 %:111. Вне Европы лидирующую роль в производстве экстази, по-видимому, играют Австралия, Канада и Индонезия:78—79, внеевропейское производство экстази начало расти с 2003—2004:112. В 2012 году в Индонезии было конфисковано 1,3 тонны экстази, при мировом уровне конфискаций за 2011—2012 годы суммарно в 9 тонн:71. Австралия и Новая Зеландия являются на 2016 год исключительно большими рынками для экстази с одними из максимальных в мире уровнями проникновения:58, наркотик производится и доставляется туда преимущественно из Западной и Центральной Европы:54. По оценкам Управления ООН по наркотикам и преступности (UNODC), в 2007 году в мире было нелегально произведено от 72 до 137 тонн метилендиоксиамфетаминов (MDA, MDMA, MDEA).
Данные по России отрывочны. Исследование 2009 года по репрезентативной выборке населения Ивановской, Архангельской и Самарской областей объёмом 1200 человек показало частоту использования экстази хотя бы раз в жизни в 2,7 % (3,9 % у мужчин и 1,6 % у женщин).

## Правовой статус
MDMA криминализирован законами отдельных стран и международными конвенциями об ограничении оборота психоактивных веществ:154—158. Производство, хранение, транспортировка и распространение MDMA является уголовным преступлением в большинстве стран мира:154—158, с 1986 года это вещество включено в Список I Конвенции о психотропных веществах ООН. В большинстве стран его классификация соответствует «тяжёлым наркотикам»:154—158.
| Страна         | Статус |
| -------------- | --- |
| ООН            | Оборот запрещён, Список I Конвенции о психотропных веществах (c 1986) |
| СССР           | Оборот запрещён c 1988 года |
| Россия         | Оборот запрещён, Список I Перечня наркотических средств, психотропных веществ и их прекурсоров, подлежащих контролю в Российской Федерации:58                            |
| США            | Оборот запрещён без лицензии DEA, Список I (c 1985):58 |
| Великобритания | Оборот запрещён без лицензии, Класс A (c 1977):1.5 |
| Канада         | Список I (с 2012, ранее список III — с 1976) |
| Италия         | Список I |
| Новая Зеландия | Класс B1 (с 2005, ранее класс B2) |
| Австралия      | В основном высший класс опасности |
| Швейцария      | Согласно решению суда от 1999 года рассматривается как «лёгкий наркотик»:157                                                                                             |
| Германия       | Оборот запрещён с 1986 года |
| Нидерланды     | Список I Нидерландского опиумного акта с 1988:249, однако список II для практических целей при очевидности личного использования, а не производства и распространения:35 |
| Финляндия      | Согласно решению суда от 2005 года рассматривается как «опасный и вредный»                                                                                               |

В России MDMA входит как наркотическое средство в Список I Перечня наркотических средств, психотропных веществ и их прекурсоров, подлежащих контролю в Российской Федерации (оборот запрещён):58. Для целей статей 228, 228.1, 229 и 229.1 Уголовного кодекса Российской Федерации значительным размером вещества считается 0,6 г, крупным — 3,0 г, особо крупным — 600 г.
Аналогично в ЕС и США запрещён оборот 4 прекурсоров MDMA: сафрола, изосафрола, пипероналя и PMA. В России 3,4-метилендиоксифенил-2-пропанон (MDP2P), сафрол и изосафрол внесены в список наркотических средств, психотропных веществ и их прекурсоров, оборот которых запрещен (список I); пиперональ занесён в список прекурсоров наркотических средств, оборот которых ограничен (список IV).

## Тестирование экстази и MDMA
Одной из форм минимизации вреда от потребления MDMA является тестирование таблеток экстази и порошков MDMA, позволяющее пользователям узнавать их состав. Оно может принимать формы от продажи наборов для качественного анализа таблеток и порошков на вредные ингредиенты до стационарных и передвижных полномасштабных аналитических лабораторий, принимающих анонимно образцы на анализ по почте или прямо во время танцевальных вечеринок:250—251.
Полиция Нидерландов, где формально даже владение MDMA без лицензии запрещено с 1988 года, с конца 1980-х годов стремится к минимизации вреда от оборота экстази, поэтому принимает анонимно таблетки вещества на анализ, а во время рейв-вечеринок организует передвижные лаборатории, в которых опять-таки анонимно можно определить приблизительно концентрацию MDMA в таблетках экстази и наличие в них некоторых вредных примесей. Аналогичные негосударственные программы действуют в США:250—251, а государственно поддерживаемые — в Австрии, Испании и Швейцарии. Распространяются также наборы для экспресс-тестирования таблеток, основанные обычно на реакциях окрашивания, используемых для качественного анализа на различные амфетамины.
В Швейцарии тестирование состава методом высокоскоростной жидкостной хроматографии представляет собой часть интегрированной программы, нацеленной на минимизацию ущерба: в течение 20 минут, пока идёт анализ, пользователь интервьюируется об употреблении им наркотиков и получает советы, как минимизировать риски, затем ему разъясняются результаты анализа. Исследования эффективности программы подтвердили сдвиги поведения участвовавших в ней пользователей в более безопасную сторону:101.
Эти действия вызывали неоднозначные оценки: некоторые исследователи считали их неудачной формой минимизации вреда от экстази, не только не защищающей пользователей, но и фактически приводящей к пропаганде использования MDMA, однако практика указывает на то, что пользователи типично не меняют своего поведения в зависимости от наличия или отсутствия возможности тестирования или даже снижают потребление тестированных таблеток, и хотя специфичность реакций окрашивания невысока, количество негативных реакций на экстази таким образом может быть снижено путём оперативного распространения — в масштабе одного танцевального мероприятия — информации о вредных вариантах таблеток, поэтому говорить о пропаганде тут не приходится. В некоторых странах, в том числе в Австралии в рамках кампании Time To Test, происходит интенсивная полемика между сторонниками и противниками такого тестирования.

## Вопрос легализации рекреационного употребления MDMA
Вопрос перевода MDMA в более низкий класс запрета или его легализации постоянно дискутируется — в западном мире это вещество оказалось предметом длительной борьбы в «войне с наркотиками» между сторонниками максимально жёсткого запрета всех наркотиков и убеждёнными сторонниками более мягкого баланса вреда и пользы психотропных препаратов.
Сторонники запрета настаивают на том, что нейротоксичность MDMA уже продемонстрирована и доказана, и что широко распространённое среди пользователей и учёных-сторонников легализации мнение об этом препарате как «безопасном» является мифом, так как на протяжении многих лет постепенно выявляются всё новые доказательства негативных нейропсихобиологических эффектов потребления MDMA:303:117. Ещё одним аргументом является непредсказуемость смертельных исходов от приёма экстази и применение принципа предосторожности — «Когда действия поднимают риски вреда окружающей среде или здоровью, должны быть предприняты предосторожности, даже если некоторые причинные связи не установлены научно с определённостью. В этом контексте пропоненты [таких] действий, а не общество, несут бремя доказательства.». В политике эту точку зрения поддерживают в первую очередь консерваторы.
Сторонники легализации экстази указывают проблему в общественной дискуссии вокруг вопроса о вреде MDMA, связанную с тем, что основания, на которых покоятся нынешние решения о признании экстази опасным веществом и тяжёлым наркотиком, не подтверждаются эпидемиологическими исследованиями, эти находки часто не воспроизводятся в последующих экспериментах, а научные исследования вопроса подвержены конформистскому подтвердительному по отношению к опасности MDMA сдвигу в финансировании и публикации результатов:44—45. Безусловно соглашаясь, что экстази не является «безопасным веществом», они указывают, что выявленные проблемы среди потребителей далеко не соответствуют по масштабам риторике прогибиционистов, и что многолетние и многочисленные исследования так и не обнаружили по-настоящему серьёзных проблем, которые безусловно уже были бы найдены, если бы они существовали:54. При этом число серьёзных осложнений от использования экстази невелико, а бремя болезней, вызываемых MDMA, было бы меньше, чем от алкоголя, при одинаковом их проникновении. С политической точки зрения сторонники легализации указывают, что запрет MDMA, соединённый с его широким распространением, фактически сделал уголовными преступниками существенную долю населения, связав молодёжную мейнстримную культуру с нарушением закона.
Отчёт комиссии Великобритании 2009 года рекомендовал согласно анализу вреда от MDMA понизить его классификацию до класса B:Recommendation 6. Ориентируясь на экспертные оценки малого вреда от употребления экстази, Глобальная комиссия по вопросам наркополитики в 2011 году призвала к его декриминализации. Отчёт комиссии Нидерландов (Expertcommissie Lijstensystematiek Opiumwet) 2011 года, рекомендовавшей оставить вещество в Списке I, был мотивирован не вредом от экстази для здоровья, который, как утверждается, оказался менее серьёзным, чем полагался ранее, а масштабами нелегального производства и вовлечённостью в него организованной преступности, что вредит обществу (в том числе и восприятию Нидерландов за рубежом). Отчёт американского Управления по борьбе с наркотиками 2015 года оценивает общественную опасность, связанную с MDMA, как относительно низкую:88. Аналогичного мнения придерживаются австралийские исследователи.

## Рекреационное употребление MDMA и экстази

### Эффекты MDMA
MDMA как психоактивное вещество действует сразу на несколько нейромедиаторных и нейрогормональных систем и интенсифицирует переживания, как субъективно приятные, так и, в меньшей мере, неприятные:293. Он способен вызывать чувство эйфории, открытости и близости по отношению к другим людям при одновременном снижении страха и тревожности (см.):292. Данные эмоциональные эффекты очень устойчивы, что по мнению некоторых исследователей выделяет MDMA среди других психостимуляторов и психоделиков в отдельную группу эмпатогенов (см.). Однако MDMA может также усиливать депрессию, тревожность и другие негативные эмоциональные состояния. Кроме того, MDMA действует как стимулятор, хотя и не такой сильный, как амфетамины (см.).
Воздействие MDMA на организм, в отличие от галлюциногенов, предсказуемо (что подтверждается двойными слепыми исследованиями) и имеет определённые фазы, завися при этом от дозы, эмоционального и физического состояния человека, а также толерантности организма. Среди всей семьи близкородственных эмпатогенов MDMA, как считается, вызывает наиболее субъективно приятные эффекты, что является причиной его неизменной популярности на рынке синтетических наркотиков:249.
Обычно первые эффекты проявляются в течение 30—60 минут после перорального введения, достигая пика через 75—120 минут. Затем следует фаза плато (англ. plateau), которая длится приблизительно 3,5 часа и заканчивается возвращением субъективных показателей к исходным значениям. Некоторые пользователи для продления желательных эффектов принимают дополнительные таблетки экстази либо сразу (на сленге это называется «складированием» — англ. stacking) либо во время плато, растягивая таким образом эффект («бустинг» — англ. boosting):217. Клинические проявления употребления экстази могут значительно варьировать, так как дозировка MDMA, а также состав примесей, в том числе психоактивных, меняются от таблетки к таблетке в широких пределах (см. здесь и здесь):58—59.
Эффекты также варьируются в зависимости от дозы: субъективно положительные эффекты нарастают примерно до дозы в 100 мг, а затем начинают спадать на фоне усиливающихся субъективно отрицательных и полностью пропадают при дозировке около 180 мг:86.
Принимающие экстази описывают своё внутреннее состояние обычно как эйфорию, интимность и близость к другим людям — «все люди — мои друзья»; ощущение «полёта, бесконечного счастья, высокой чувствительности»:293. В период действия MDMA повышается самоуверенность, настроение, мнительность, экстравертированность, наблюдается ускорение ассоциативных процессов, повышенная чувствительность (зрения, слуха, осязания), бодрость и эмоциональное возбуждение:59. Некоторые пользователи могут испытывать состояние ошеломлённости, нарушения восприятия и/или расстройства самовосприятия:59, изменения восприятия времени и пространства, мании, сбои в мышлении, страхи потерять контроль над телом и разумом, галлюцинации и псевдогаллюцинации, синестезию, изменения в восприятии, обостряется память и/или воображение.
Используя обширный опросник и применяя к ответам анализ главных компонент, Самнол с соавторами выделили 6 основных компонентов субъективного опыта принятия экстази, по мере убывания важности (в скобках наиболее весомые пункты опросника в каждом компоненте):86:
1. изменения восприятия («Всё, на что я смотрю, кажется, вибрирует или пульсирует, когда я на экстази» — англ. “Everything I look at seems to vibrate or pulse when I am on ecstasy”);
2. энтактогенез («На экстази я могу по желанию добиваться озарений обо мне, моей личности и взаимоотношениях с другими людьми» — англ. “On ecstasy I can deliberately generate insights concerning myself, my personality, and my relationships with other people”);
3. просоциальные эффекты («Когда я на экстази, у меня возникает чувство заботы и сопереживания к людям, которые рядом» — англ. “When I am on ecstasy I have strong feelings of caring or compassion for people I am with”);
4. эстетические эффекты и влияние на настроение («На экстази приятно двигаться и танцевать» — англ. “On ecstasy it is pleasurable to move and dance”);
5. негативные эффекты («Когда я на экстази, мне сложно что-либо запомнить» — англ. “When I am on ecstasy I find that I have problems remembering things”);
6. сексуальные эффекты («Сексуальный оргазм на экстази имеет новые качества» — англ. “Sexual orgasm has new qualities when on ecstasy”).

### Способы рекреационного употребления
|  |  |
|  |  |
|  |  |

MDMA обычно употребляют перорально — в виде таблеток экстази:57 или порошка кристаллического MDMA, иногда в США называемого «Молли» (англ. Molly, происходит от англ. molecular — молекулярный), а в Великобритании — «Манди» (англ. Mandy). Иногда вещество встречается в капсулах или в растворах:88, порошок также могут разводить в жидкостях для употребления. В середине 2000-х годов некоторое время были популярны MDMA-бомбы — кристаллы вещества, обёрнутые папиросной бумагой, которые глотали не разжёвывая:295, в США предпочитают заворачивать кристаллы для глотания в косметические салфетки — такой метод потребления называют парашютированием (англ. parachuting):88.
Более редко MDMA употребляют ингаляционно (курение кристаллической формы, иногда с марихуаной), интраназально (раскрошив таблетку или кристаллы и вдыхая, подобно кокаину), вводят с помощью инъекции:295 или ректально. Вдыхание через нос приводит к более выраженному эффекту, но влечёт за собой немедленные серьёзные проблемы со слизистой, вплоть до носовых кровотечений:295. Пользователи экстази, совершавшие инъекции, утверждают, что в такой форме дозы могут быть ниже, но эффект препарата слишком резок, а отрицательные постэффекты проявляются сильнее, поэтому они обычно отказываются от инъекций, возвращаясь к пероральным методам:295.
Типичная разовая доза для перорального употребления составляет 120 мг (1,2—1,4 мг/кг массы тела), хотя диапазон принимаемой дозы может варьироваться от 50 мг до 700 мг (от 1 до 10 таблеток за ночь — из-за развивающейся толерантности (см.):57.

### Производство и распространение
В 2016 году средняя таблетка экстази обычно содержала около 125 мг MDMA, иногда с примесью амфетаминовых стимуляторов, кофеина, других психоактивных веществ:7:46—47:246, участились партии «суперсильного экстази», которые содержат более 150—200 мг MDMA на таблетку и часто вызывают передозировки:7—8. Таблетки, обычно диаметром 7—9 мм, часто делаются ярко-цветными и клеймятся разнообразными рисунками, являющимися своеобразными «торговыми марками» и служащими для различения пользователями партий наркотика и лабораторий — что на самом деле создаёт иллюзорное чувство безопасности, так как состав таблеток даже с единым рисунком варьируется в широких пределах:92, вероятно, из-за различных их источников:46 (отмечена также тенденция к падению количества MDMA в таблетках с тем же клеймом с течением времени с заменой на более дешёвый метамфетамин:21, а также продажа под видом экстази похожих на него таблеток медицинских препаратов). Встречаются также «детские» логотипы c изображением персонажей мультфильмов, например, Барашка Шона. В 2010-х годах получили распространение также таблетки неклассических — некруглых форм, например, в виде логотипов компаний UPS и WB, а также светящиеся в темноте таблетки:8. В 2010-х годах среди европейских производителей MDMA возникла борьба за «самый сильный экстази», приведшая к эскалации веса таблеток и количества MDMA в новых партиях пилюль вплоть до 300 мг и выше, при этом когда дизайн таблеток копируется конкурентами (типично с уменьшением содержания MDMA в них относительно оригинала), производители меняют его на новый, что привело к эскалации количества новых зарегистрированных типов таблеток в Нидерландах от 50 в 2012 до 174 в 2014:8.
Клеймление таблеток было придумано подпольными производителями MDMA в Европе в конце 1980-х годов:21, а их производство обычно состоит из этапов синтеза MDMA, его дистилляции, кристаллизации, отфильтровывания, высушивания, перемалывания в порошок, перемешивания с краской и наполнителем и таблетирования:250—253. В качестве наполнителей обычно используются сорбит, целлюлоза или глюкоза:92, масса самого MDMA в таблетках не превышает 30—40 %:8. Анализ примесей и формы таблеток помогает определять пути синтеза MDMA, прослеживать партии наркотика и соответственно раскрывать сети его производства и поставок — пионером этого направления являются европейские правоохранительные органы.
Производство MDMA и экстази в Европе контролируется небольшим количеством относительно маленьких организованных преступных группировок, при этом этапы производства обычно разнесены по различным подпольным мастерским, работающим не постоянно, а циклами «по требованию»: при исчерпании произведённой партии происходит заказ и обработка новой партии исходных материалов. Такая структура производства связана с целью затруднить его раскрытие. В 2010-х годах появились также мобильные лаборатории, установленные на грузовиках, а общие объёмы производства, масштабы лабораторий и профессионализм химиков-варщиков повысились (особенно в Нидерландах и Бельгии — самый чистый MDMA, по-видимому, производится в Нидерландах). Также известно, что производством MDMA занимаются некоторые не входящие в организованные преступные группировки химики — «кустари-одиночки», а в некоторых странах таблетки аналогично производятся одиночками, покупающими самостоятельно коммерчески доступные китайские машины для таблетирования, наполнители, красители и — через интернет — кристаллы MDMA:6.
Произведённый MDMA расходится по другим странам Европы, в основном Великобритании и Германии. Нет оснований полагать, что он импортируется в Европу, наоборот, ЕС служит крупным поставщиком MDMA для остального мира, особенно для Австралии, Бразилии и США — что на фоне более высоких цен на него там представляет собой особенно прибыльный бизнес. Объём годовых конфискаций таблеток экстази в Европе по оценке за 2014 год составил 5,5 миллионов штук — что более чем вдвое превышает результаты 2009 года. Одним из путей экспорта является балканский — в Турции в 2014 году было конфисковано 3,6 миллиона таблеток. Надёжных оценок объёмов трафика и экспорта нет, MDMA перевозится автомобильным и железнодорожным транспортом, по морю и по воздуху, а также пересылается почтовыми отправлениями — особенно при покупках через интернет. Трафик MDMA входит в общий подпольный бизнес доставки нелегальных отправлений. Новацией 2010-х годов стала пересылка MDMA в виде жидких масел, которые затем кристаллизуются получателем:6.
Несколько десятилетий на мировом рынке MDMA доминировали преступные группы северо-западной Европы, закупавшие прекурсоры — вначале сафрол, а затем пиперонилметилкетон (ПМК), в Азии. Хотя производство MDMA в Нидерландах и Бельгии сейчас (2016) находится на подъёме, они уже не представляют единственных поставщиков MDMA для глобального рынка, производство географически расширилось, захватив, например, Канаду и Китай. По оценкам, основными прекурсорами MDMA выступают ПМК (ныне контролируемый) и ПМК-глицидат (неконтролируемый), которые производятся в Китае и доставляются в Европу морем:5.
Стоимость экстази на чёрном рынке в 2010-х годах сильно упала по сравнению с 1990-ми, дойдя в ЕС до величин от 4 (Нидерланды) до 17 евро (Италия) за таблетку, при оценках себестоимости производства около 15—20 евроцентов:250. В США и Австралии стоимость экстази выше и колеблется в районе 10—25 долларов за таблетку. В Азии в 2010-х приобрели особенную популярность таблетки суперсильного экстази — по одной из гипотез, именно растущая важность азиатского рынка привела к наблюдаемому росту содержания MDMA в таблетках:5.

### Частота и объёмы рекреационного употребления
Обычный паттерн покупок таблеток экстази в клубах — единицы—десятки штук, для личного потребления обычно покупаются единицы, десятки характерны для покупок сразу на компанию друзей:47. Число используемых за один раз таблеток колеблется в районе 1—4, со средними значениями 2—3, с примерно 3—4 эпизодами употребления в месяц, что типично для рекреационных наркотиков, употребляемых только по уик-эндам, но не в середине недели:47—51:94. Существенный рост среднего содержания MDMA в таблетках экстази 2013—2015 годов часто приводит к передозировкам среди пользователей, привыкших использовать несколько таблеток — некоторые современные таблетки специально предназначены для потребления половинками или четвертушками.
Часто такая структура потребления сохраняется годами без изменения частоты и дозировки, хотя примерно 3/4 пользователей отмечают постепенное падение желательных эффектов потребления и нарастание отрицательных, кратко- и среднесрочных:94. Для продления желаемых эффектов и из-за развивающейся толерантности многие пользователи экстази (до 35 %) используют бустинг — добавление дополнительных доз через некоторое время после основной исходной:244. Частое употребление экстази — чаще, чем раз в неделю, типично ассоциировано с полинаркоманией, и большинство этих пользователей не рассматривают экстази как предпочтительный наркотик:129. Социологические исследования не выявляют когорты ежедневных пользователей только экстази, что затрудняет исследования эффектов хронического употребления MDMA:129.
В краткосрочной перспективе возможно формирование психологической зависимости от экстази (см.). В связи с возрастающей толерантностью к действию MDMA регулярные пользователи со временем иногда увеличивают дозы единоразового приёма, подобно развитию амфетаминовой или кокаиновой наркомании:294:61: в литературе зафиксированы случаи компульсивного потребления экстази по 10—25 таблеток за раз:47—51. Однако, как по отчётам самих потребителей, так и по некоторым научным исследованиям, это, как правило, не помогает прекратить падение выраженности желаемых эффектов от употребления экстази, но сопровождается нарастанием негативных побочных эффектов, что, в конце концов, приводит подавляющее большинство пользователей к самостоятельному прекращению или крайнему ограничению приёма наркотика (только для «специальных случаев» или «мегасобытий» 2—3 раза в год:9) (см.):294:61.
Социологические исследования пользователей экстази показывают, что его использование типично является временным явлением, и прекращается в связи с потерей интереса или изменением жизненных обстоятельств (переездом, переходом на другую работу, женитьбой и тому подобным). Учитывая социальный контекст и подобные траектории использования экстази, его можно отнести скорее не к наркотикам, вызывающим зависимость, а к инструментальным психоактивным веществам, используемым свободно с целью улучшения социального взаимодействия, сексуального поведения, преодоления скуки и рутины с помощью новых ощущений, и для гедонистического наслаждения, в частности, получения эйфории:52—53.

### Причины и обстоятельства потребления
MDMA практически исключительно употребляется не в одиночестве, а с партнёрами или в группах друзей:vi. Чаще всего MDMA употребляют на танцевальных вечеринках: в клубах, на рейвах, однако некоторые пользователи принимают его на домашних вечерниках, встречах с друзьями или сексуальным партнёром:84. Во всех этих случаях приём экстази служит для упрочнения групповой идентичности и чувства приобщённости, следующих из ощущений эмпатии и близости к другим людям под его воздействием:vi. Известно, что использование экстази друзьями — важный фактор при принятии решений попробовать и продолжать использование экстази:vi. Сленговое обозначение употребления экстази в англоязычном мире — англ. rolling, верчение. Помимо этого, приём MDMA используется некоторыми сторонниками Нью Эйдж как духовная практика.
MDMA часто считается предпочтительным наркотиком (англ. the drug of choice) в рейв-культуре и на фестивалях, в клубах и на вечеринках электронной музыки:1196. В типичном подобном окружении сенсорные эффекты от музыки, освещения и танцев часто дают синергетическое сочетание с психоактивными эффектами MDMA, равно как и массовая социальная коммуникация и стимулирующие эффекты препарата, всё вместе предоставляющее множество причин для его привлекательности. Среди причин употребления рекреационные пользователи называют в основном следующие:85:
- изменение взгляда на жизнь;
- понимание себя;
- улучшение отношений с окружающими;
- увеличение социальности;
- улучшение психологических процессов;
- оздоровление;
- улучшение позитивного восприятия музыки и танца;
- улучшение ощущений от секса;
- становление ближе к природе;
- желание достичь изменённого состояния сознания.

### Социальные практики
Форма и внешний вид таблеток экстази используется для того, чтобы прятать их в конфетах типа M&M's или Skittles. Также таблетки могут нанизываться в конфетные ожерелья или браслеты — часто встречающийся аксессуар рейверов, особенно так называемых «конфетных ребят» (англ. Candy Kids):1512. Помимо этого частыми атрибутами потребления экстази среди рейверов являются светящиеся палочки — движения ими в полутьме в сочетании с музыкой по отзывам пользователей производят очень приятные ощущения (для этого же на рейвах организуются световые шоу:247), и хирургические маски, пропитываемые ментоловой мазью Vicks VapoRub, также возбуждающие в результате чувственное удовольствие:1512. Классические методы получения большего чувственного удовольствия от экстази — музыка и танцы:247 — часто дополняются, помимо вышеперечисленных вариантов, и другими: ментоловыми спреями, разглядыванием вращающихся вентиляторов и использованием мягкой одежды, обуви и аксессуаров с ощутимой текстурой, например, меховых тапочек — все эти ощущения становятся приятными под действием MDMA.
Наиболее часто встречающимися стратегиями минимизации (по мнению пользователей) вреда от экстази являются слежение за количеством потребляемой жидкости, поедание солёных орешков или чипсов для понижения риска гипонатриемии (см.), ограничение использования экстази, паузы для отдыха для профилактики гипертермии (см.), приём витаминов и других натуральных продуктов и тестирование таблеток экстази на вредные примеси. Также распространено использование рейверами сосок для облегчения разрушительных для зубной эмали последствий частого побочного действия MDMA — бруксизма (зубовного скрежета) (см. метамфетаминовый рот).

### Восприятие потребителей
Исследования пользователей экстази в Атланте (США, 2009) показывают, что его употребление считается «нормальным» и рассматривается как рекреационная активность, не ассоциируясь у них с проблемами со здоровьем, социальными проблемами и зависимостью от него. По мнению пользователей, потребление экстази не влечёт за собой отрицательных последствий для будничной жизни. По их отзывам, получение экстази не требует усилий, и сравнимо с покупкой чипсов. Пользователи обычно что-то слышали об отрицательных эффектах употребления экстази, но не считают их серьёзными, так как ни один из опрошенных не оказался лично знаком ни с кем, у кого бы они проявлялись, что вызывает скептицизм относительно средств массовой информации, утверждающих опасность экстази для здоровья. Известные проблемы со здоровьем от употребления экстази, зафиксированные в медицинской литературе, считаются ими скорее слухами и поэтому не являются поводом для изменения паттернов потребления. Регулярные пользователи отмечают следующие проблемы: ухудшение концентрации и памяти, прыжки настроения, ощущения беспокойства, депрессии и/или раздражительности, бессонница, потеря веса, тремор и судороги:85, однако не считают их серьёзными или перевешивающими положительные эффекты употребления экстази. Аналогично пользователи воспринимают и иногда встречающиеся негативные переживания (бэд-трипы) во время действия экстази. Авторы этого и других аналогичных исследований предполагают, таким образом, что политика борьбы с распространением этого наркотика и минимизации вреда от него должна основываться на распространении точной и полной информации об использовании экстази и его отрицательных последствиях.
Интернет-исследования пользователей различных рекреационных психоактивных веществ показывают, что экстази относится ими к классу препаратов относительно низкой опасности с высоким положительным действием, среди факторов которого ими выделяются стимулирующие эффекты и эффекты улучшения социального взаимодействия. Обнаружено, что результаты опросов хорошо коррелируют с экспертными оценками наркологов (см.), но плохо — с текущими правительственными классификациями наркотиков США и Великобритании. Согласно индексу восприятия психоактивных веществ на основании опроса пользователей Global Drug Survey 2013 MDMA получил наивысшие рейтинги как по положительным эффектам, так и по финальной оценке баланса позитивных и негативных эффектов.
Молли воспринимается как более приятный и безопасный вариант MDMA, по мнению пользователей, из-за его большей чистоты, что на самом деле не всегда так:9. Считается, что он даёт эффект быстрее, эйфория от молли более чистая, а эффект последующего падения настроения более лёгкий. На фоне выросшего к середине 2010-х годов качества таблеток экстази порошки в какой-то степени вступили с ними в конкурентную борьбу за пользователей, по-разному идущую в различных регионах ЕС:9. Обнаружено также, что некоторая часть самых молодых европейских пользователей не ассоциируют между собой таблетки экстази и порошки MDMA, знакомые им под различными уличными названиями типа Молли, Манди, Адам или Кристалл (англ. Molly, Adam, Mandy, Crystal), считая их разными веществами, что ограничивает их знания об опасностях приёма MDMA:11.
Несмотря на широкую вариацию состава таблеток экстази, исследования показывают, что воспринимаемые последствия их употребления существенно зависят от ожиданий, сопоставляющихся различным «торговым маркам» таблеток. Обнаружены также и связи между содержанием таблеток экстази и описаниями результатов их приёма. Так, при высоком количестве MDMA — более 120 мг на таблетку — увеличивается частота побочных эффектов, а само содержание вещества сильно связано с желательными эффектами употребления экстази. Вообще эйфорические и энтактогенные эффекты MDMA оказалось очень сложно воспроизвести другими веществами и даже смесями, несмотря на широкий спектр перепробованных вариантов:8. Мефедрон и 4-фторамфетамин в таблетках экстази описываются пользователями как относительно желательные, а мета-хлорфенилпиперазин (mCPP) и пара-метоксиметамфетамин (PMMA) сильно связаны с отрицательными субъективными эффектами. MDEA, MDA и BZP субъективно служат плохой заменой MDMA. Считается, что комбинация пиперазинов BZP и TFMPP может имитировать эффекты MDMA, и это в некоторой степени подтверждается в экспериментах на крысах, но пользователи оценивают это как худшую замену с частыми неприятными постэффектами:112.

### Восприятие в обществе
Среди репрезентативной выборки молодёжи ЕС (15—24 года) в 2011 году преобладало мнение о высоком риске для здоровья регулярного употребления экстази (92 %, ещё 5 % считают риск средним), для одно- или двукратного потребления этого мнения придерживаются 59 % респондентов, 26 % считают риск средним, 9 % — низким, 2 % — отсутствующим:38. Относительно регулирования экстази мнения распределились следующим образом: 92 % выступают за продолжение существующего запрета, 7 % считают, что его нужно разрешить при условии регулирования рынка государством, а 1 % выступают за полную доступность экстази безо всяких ограничений:46.
Согласно результатам ежегодного опроса репрезентативной выборки старшеклассников США в 2015 году 49,5 % выпускников считают высоким риск от использования экстази и/или молли всего один или два раза, а отвергают их использование 84,5 %, эти числа приблизительно постоянны с 2010 года.

### Сочетанное рекреационное употребление
В большинстве случаев использование экстази сопровождается использованием других наркотиков, в том числе алкоголя, причём частота и тяжесть их употребления коррелирует с таковыми употребления экстази:244. Социологические исследования показывают, что пользователи экстази часто рассматривают его просто как дополнение к другим уже употребляемым ими наркотикам. В одном из анализов смертельных случаев, связанных с употреблением экстази, в 83 % из них одновременно использовались другие психоактивные вещества (чаще всего алкоголь, кокаин, опиаты и амфетамины):244.
Репрезентативное популяционное исследование 2002 года в США выделило среди пользователей экстази три основных типа:85:
- интенсивные пользователи любых наркотиков (37 % от пользователей экстази);
- интенсивные пользователи марихуаны и кокаина с умеренным использованием амфетаминов и экстази (29 %);
- интенсивные пользователи марихуаны с низким использованием рецептурных препаратов, в основном опиатов (23 %).

Аналогичные европейские исследования 2010-х годов выделяют, помимо беспорядочного потребления, три нишевых сочетания: MDMA и амфетамин; MDMA, амфетамин и кетамин — «трифазик» (англ. triphasic); MDMA и ЛСД (см. об этом сочетании ниже):10. Несколько исследований указывают на то, что подавляющее большинство пользователей экстази (~90 %) также используют марихуану, алкоголь и табак:762—765.
Согласно рассказам пользователей, алкоголь употребляется в начале вечера с целью достижения более положительных субъективных ощущений от экстази, однако есть научные данные, что алкоголь также усиливает психопатологические побочные эффекты MDMA:244:762. Некоторые пользователи на пике действия MDMA примерно через час после орального приёма специально используют GHB для усиления и улучшения качества ощущаемой эйфории и уменьшения неприятных эффектов последующего её спада:360:765—766. Также, по отзывам пользователей, курение табака, особенно ментоловых сигарет, под действием экстази производит более острые ощущения:765. Кокаин, амфетамины и добавочные дозы экстази типично принимаются позже с целью продления состояния возбуждения, которое начинает спадать через 2—4 часа:244:764—765. Наконец, опиаты и большие доли алкоголя часто употребляются в конце вечеринок для обеспечения седативного эффекта и преодоления бессонницы, так как возбудимость и двигательное беспокойство от экстази продолжаются существенно дольше эмпатогенного его действия:244:762, 766. Для целей облегчения эффектов падения настроения и ангедонии после спадания эффектов приёма экстази часто используется каннабис:763, бензодиазепины, а некоторыми пользователями — опиаты, включая героин:763.
Развитие толерантности к MDMA также способствует поисковому употреблению других наркотиков в попытках добиться того же качества ощущений:244. Иногда экстази принимается вместе с типично низкими дозами ЛСД, особенно на рейвах, это даже имеет специальное сленговое наименование «переворачивание леденцов» — англ. candyflipping:766. Такое сочетание, по утверждениям пользователей, создаёт мощный синергетический эффект, сочетая эффект MDMA «всё выглядит красивым» с эффектом ЛСД «искажать обычные вещи». Кроме того, в целях предполагаемого усиления эффекта экстази и предполагаемого нейропротекторного эффекта пользователями иногда предварительно принимаются селективные ингибиторы обратного захвата серотонина и ингибиторы моноаминоксидазы, что увеличивает частоту встречаемости симптомов серотонинового синдрома, и может в принципе приводить к осложнениям в виде его острого развития, вплоть до смертельного исхода:244:196.
Иногда совместный приём экстази с другими препаратами имеет целью уменьшить его вред, среди пользователей зарегистрирован предварительный приём 5-гидрокситриптофана, витамина C, фруктов и соков, мультивитаминов, препаратов магния и постприём прозака, 5-гидрокситриптофана, растительных препаратов зверобоя, гинкго, фруктов и соков и мультивитаминов:23—24. Несмотря на широкую распространённость таких практик и некоторые их основания, известные из экспериментов на лабораторных животных (см.), они не исследованы научно на людях, поэтому их эффективность или, наоборот, возможный вред неизвестны:Annex E.
Волнами проходит мода на совместный приём MDMA и силденафила (известного как «Виагра») для расширения сексуальных возможностей:59, которые типично подавляются экстази (см.), а также, в последнее время, с целью потенциального нейропротекторного эффекта (см.), несмотря на широкую распространённость побочных эффектов такого сочетания, включающих в себя головную боль, приливы крови к лицу, расстройства желудка, замыливание зрения и искажения цветовосприятия. Такая комбинация этих веществ получила название «секстази» (англ. sextasy).

### Криминальное поведение
Употребление MDMA и экстази обычно не ассоциировано с преступной деятельностью, вероятно, в силу социального статуса средних потребителей: они чаще употребляют наркотики эпизодически, чаще трудоустроены, принадлежат к более высокому социальному классу, реже используют тяжёлые наркотики, отягощены предыдущий или последующей криминальной историей, по сравнению, например, с потребителями героина. Аналогично их использование не связывается с агрессией, рискованным поведением или нарушениями порядка — как минимум не до степени, известной для алкоголя и амфетаминов:3. Анализ потребления наркотиков среди преступников показывает, что по данным США к середине 2000-х среди арестованных молодых мужчин частота употребления экстази была ниже, чем в среднем между молодыми мужчинами, а также что использование экстази отрицательно ассоциировано с насилием и преступлениями против собственности, но положительно — с торговлей запрещёнными веществами:27.
Производство и распространение MDMA, однако, криминализовано в большинстве стран мира и поэтому связано с нелегальными действиями и организованной преступностью:3.
По статистике MDMA также нечасто встречается и как фактор в дорожно-транспортных происшествиях — менее 1 % всех инцидентов со смертельным исходом. Сами пользователи воспринимают риски вождения под действием экстази как умеренные — ниже чем от алкоголя, галлюциногенов, кетамина, GHB и героина:48.